# Giuseppe Antonio Petrini
Giuseppe Antonio Petrini (* 23. Oktober 1677 in Carona; † vor 8. April 1759 ebenda) war ein Schweizer Maler.

## Leben
Giuseppe Antonio Petrini war Sohn des Bildhauers Marco Antonio und dessen Ehefrau Lucia Casella. Er heiratete 1698 Cecilia Casella. Laut Quellen war er in Genua Schüler von Bartolomeo Guidobono, aber mit grösserer Wahrscheinlichkeit begegnete er dem Maler in Turin, wo er auch Werke von Andrea Pozzo sah. Die Verbindung zum Piemont bestand während seiner ganzen Künstlerlaufbahn, wie der Sankt Gerolamo in Costigliole d’Asti (1716), die Gemälde in der Pfarrkirche von Candelo (um 1727) und die spätere Mariä Himmelfahrt (um 1743) in der Kirche San Maurizio von Pinerolo bezeugen.
Ab 1703 war Petrini im Veltlin, wo er Werke in Dubino und während der folgenden Jahre in Delebio, Rogolo und Fusine schuf. Im Jahr 1709 liess er sich endgültig in Carona nieder. Die Begegnung mit den Luganeser Patres Giovan Battista und Gian Pietro Riva inspirierte Petrini zu vier Gemälden in der Kirche Sant’Antonio in Lugano (1713–1746) und zu zahlreichen Porträts von Mitgliedern der Familie Riva. Er beschloss seine künstlerische Laufbahn im Veltlin, wo er schon in den 1740er Jahren für die Familie Peregalli im Oratorium San Gerolamo in Delebio gearbeitet hatte. 1755 übergab er der Kollegiatskirche von Sondrio das Gemälde Tod des heiligen Josef.

## Werke (Auswahl)

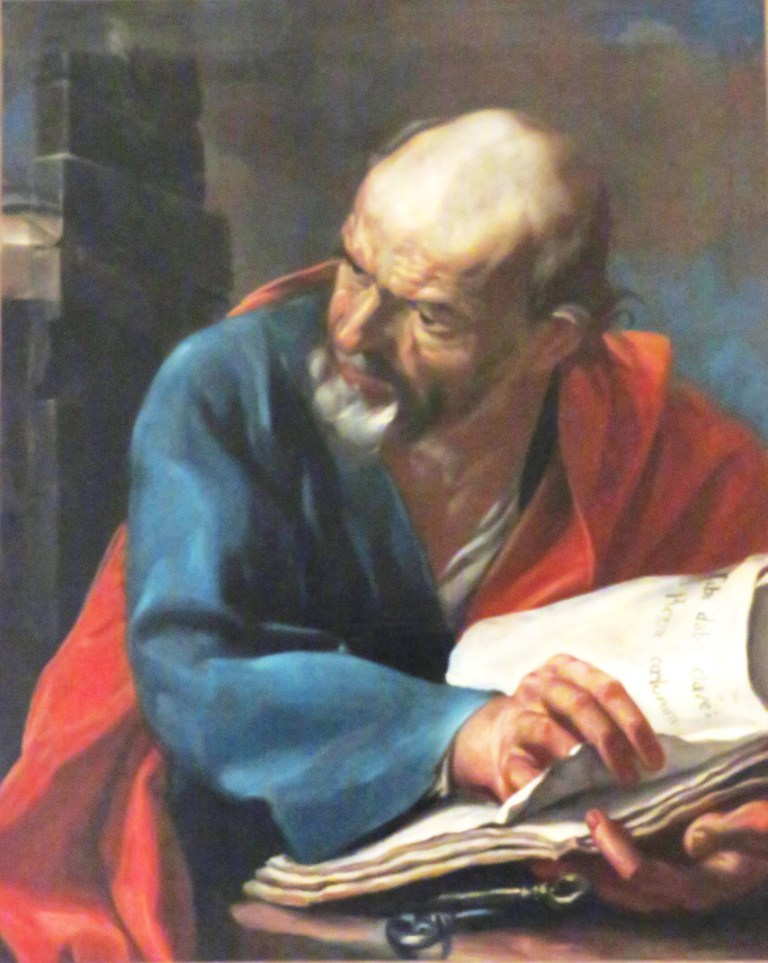
Giuseppe Antonio Petrini: Simon Petrus, Pinacoteca Nazionale di Sassari, Anfang des 18. Jahrhunderts

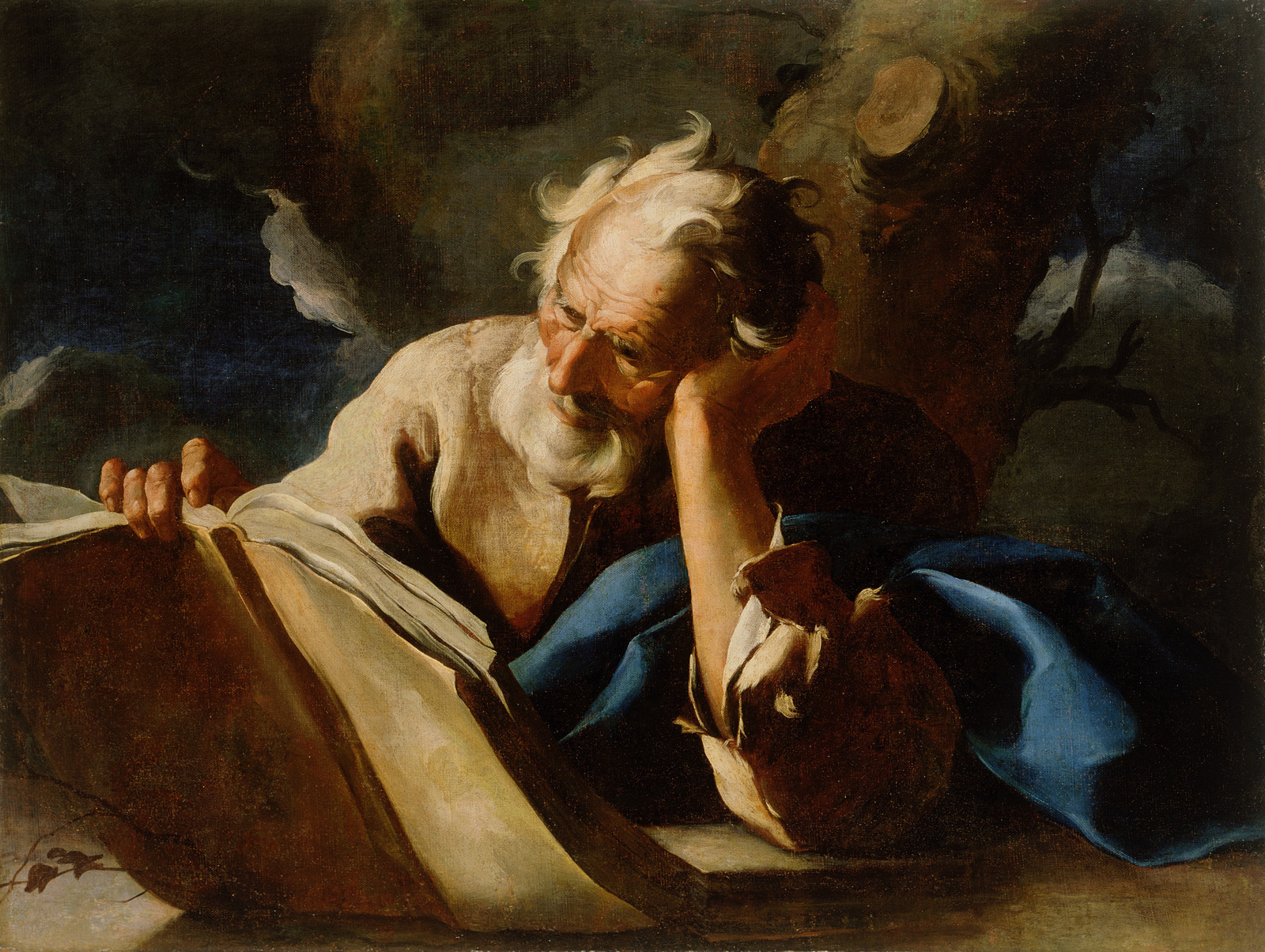
Giuseppe Antonio Petrini: Der heilige Hieronymus, Slowenische Nationalgalerie, 1725–1735

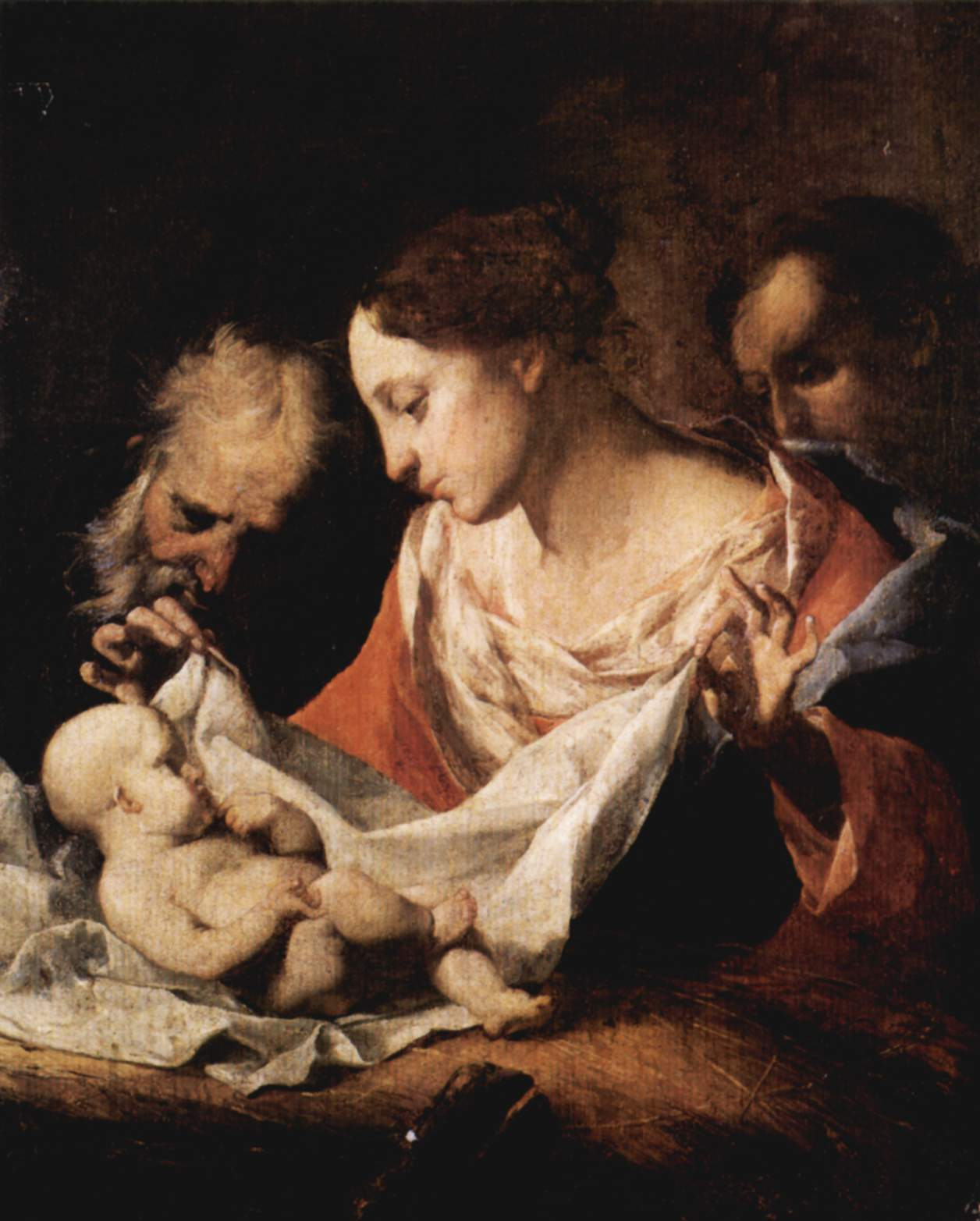
Giuseppe Antonio Petrini: Die heilige Familie, Museo Cantonale d’Arte Lugano, erste Hälfte des 18. Jahrhunderts

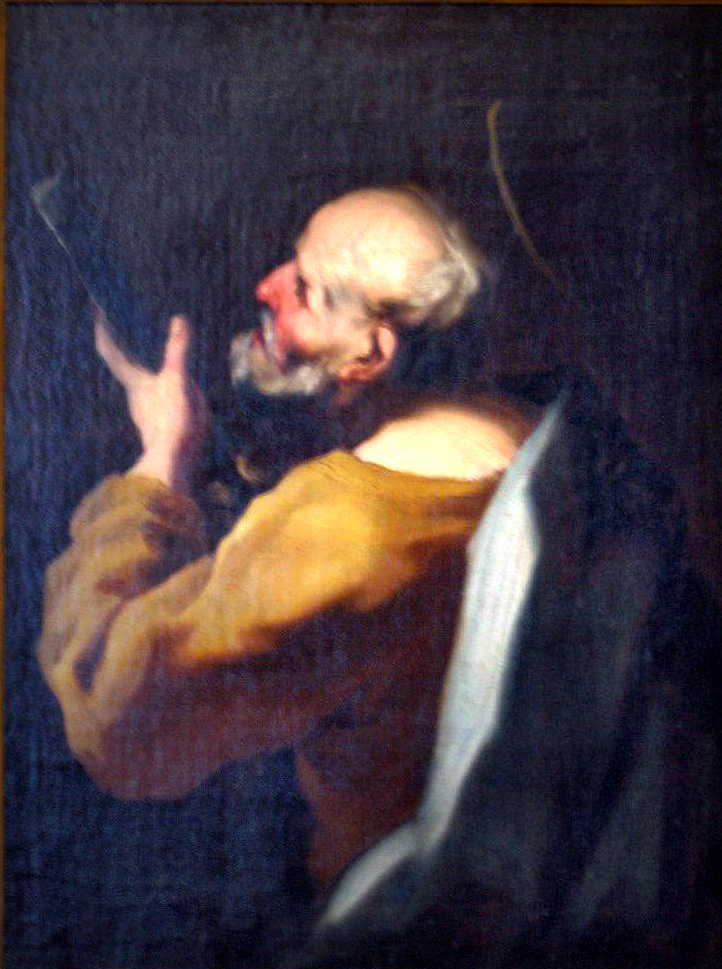
Giuseppe Antonio Petrini: Andreas Apostel, Museo della Città «Luigi Tonini», Rimini

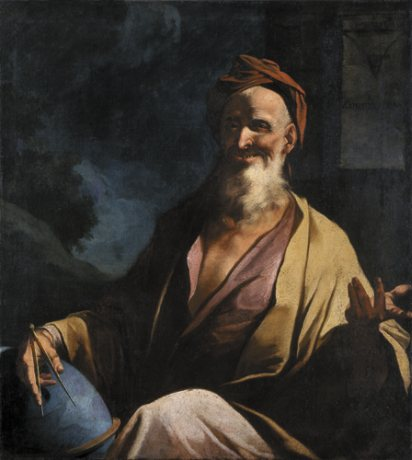
Giuseppe Antonio Petrini: Lachender Demokrit, Nationalmuseum Breslau, 1750

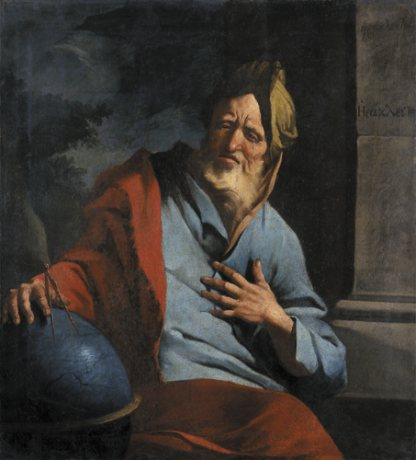
Giuseppe Antonio Petrini: Der weinende Heraklit, Nationalmuseum Breslau, um 1750

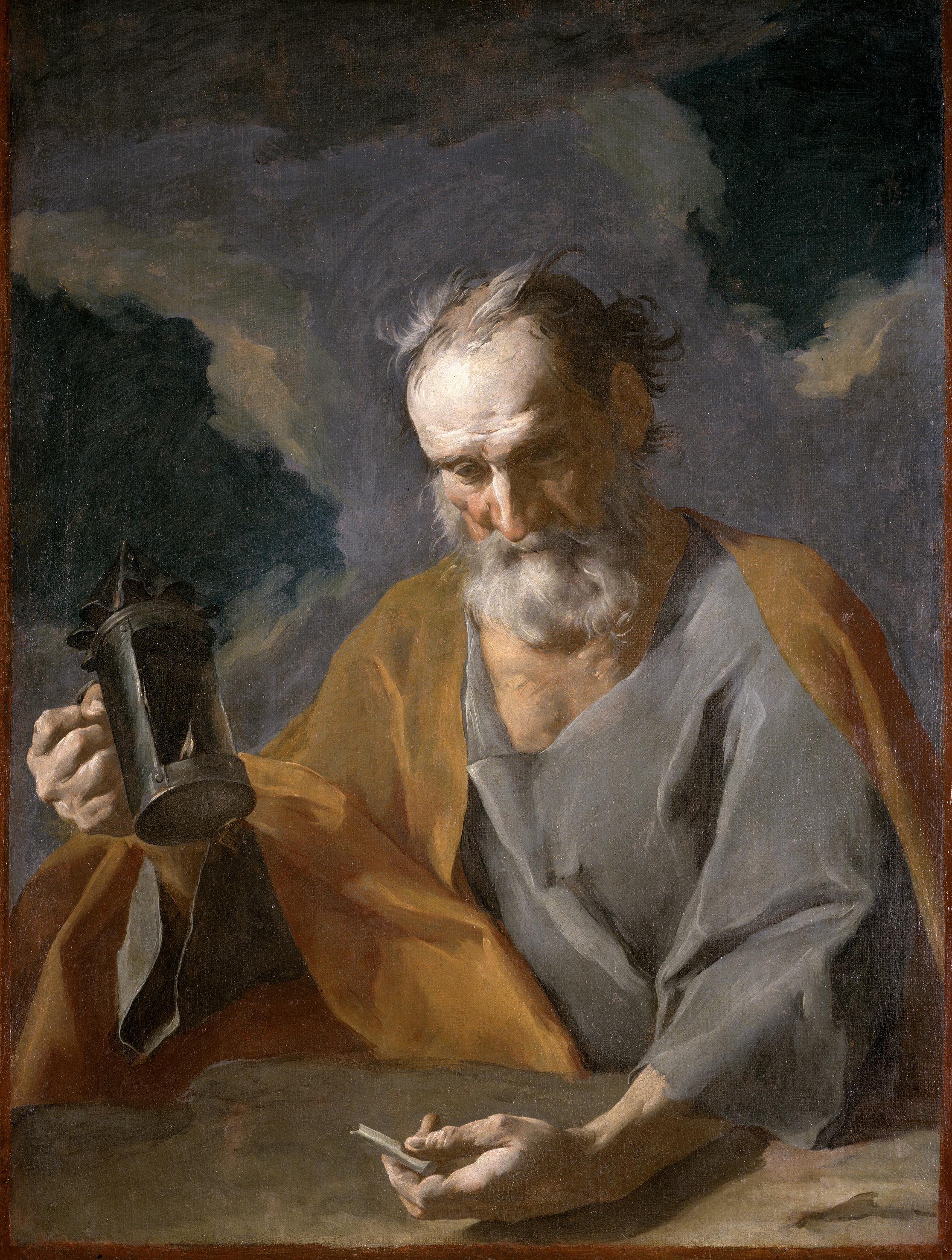
Giuseppe Antonio Petrini: Diogenes von Apollonia, Museo del Prado, etwa 1750

- Bellinzona-Ravecchia, Kirche Santa Maria della Neve, Gemälde Dormizione di Maria und Transition des Heiligen Josef von Nazaret, 1700
- Sassari, Pinacoteca Nazionale di Sassari, Simon Petrus, Anfang 18. Jahrhundert
- Lamone, Kirche St. Andreas, Kirchenschiff, Leinwand mit der Darstellung Sankt Dominikus, 1701
- Vezia, Oratorium des Friedhofs San Martino, in einer Nische an der Nordseite, Gemälde Heilige Familie, Anfang des 18. Jahrhunderts
- Dubino, Pfarrkirche Santi Simon Petrus und Andreas, Kirchenschiff, Isidor von Madrid, in der Kapelle auf der linken Seite, Fresken, 1703; Simon Petrus 1704, Apostel Johannes und der Märtyrer von Gorkum, 1707
- Delebio, Kirche San Carpoforo, Gemälde Pius V. der den Kreuzzug gegen die Türken begann und Unsere Liebe Frau vom Rosenkranz mit Kind, Dominikus und Katharina von Siena und Unsere Liebe Frau vom Rosenkranz mit Kind und Auftraggeber; Oratorium St. Joseph mit anderen zwei Gemälden, erstes Jahrzehnt des 18. Jahrhunderts
- Rogolo, Pfarrkirche Sant’Abbondio, in der ersten und zweiten Kapelle auf der linken Seite, Fresken, erstes Jahrzehnt des 18. Jahrhunderts
- Fusine, Kirche San Lorenzo, Kapelle des Heiliger Geistes, Wände mit Fresken, erstes Jahrzehnt des 18. Jahrhunderts
- Costigliole d’Asti, Kirche der Bruderschaft des Heiligen Hieronymus oder die Battuti Bianchi, San Gerolamo, 1711–1712, jetzt im Museum d’Arte Sacra
- Turin, Kapelle der Corte d’Appello, Fresken, Die vier Kirchenlehrer, um 1715
- Lugano, Kirche San Carlo Borromeo, auf dem Altar der zweiten Kapelle, San Carlo Borromeo, Teil einer Flagge mit der Übergabe der Schlüssel an Simon Petrus auf der Rückseite; im Kirchenschiff, Öl auf Leinwand Madonna dell’Avvento, 1715
- Rancate, Pinacoteca cantonale Giovanni Züst, Öl auf Leinwand, Porträt eines Grafen Riva, 1715
- Lugano, Kirche Sant’Antonio Abate, in der ersten Seitenkapelle, Gemälde des Durchgangs des Heiligen Joseph, 1715–1716
- Breganzona, Oratorium San Sebastiano, im Chor, Leinwand mit Antonius der Große, 1720
- Gentilino, Pfarrkirche Sant’Abbondio, Gonfanon der Rosenkranzbruderschaft, 1721
- Gentilino, Beinhaus, Innenwand, Jungfrau und toter Christus (Werkstatt), 1722
- Rancate, Pinacoteca cantonale Giovanni Züst, Gesticktes Seidenbanner mit Ruhm des heiligen Laurentius, 1724
- Biogno, Kirche Santi Quirico e Giulitta, Altarbild mit der Darstellung der Schutzheiligen der Kirche
- Gentilino, Pfarrkirche Sant’Abbondio, Museo d’arte sacra, Öl auf Leinwand, die Rosenkranzmadonna mit der heiligen Katharina von Siena und Dominikus, 1726
- Curio, Pfarrkirche San Pietro Apostolo, in der Kapelle rechts vom Eingang Gemälde Simon Petrus beim Gebet, erstes Viertel des 18. Jahrhunderts
- Morbio Inferiore, Santa Maria dei Miracoli (Morbio Inferiore), Kapelle Unserer Lieben Frau, rechte Seitenwand, Leinwand mit Unsere Liebe Frau vom Rosenkranz mit den Heiligen Dominikus und Katharina von Siena, 1726; Kapelle des Heiligen Josef, linke Seitenwand, Leinwand mit Transition des Heiligen Josef, 1726; einige Fresken an den Pilastern mit Petrus von Alcantara, Heilige Teresa von Ávila und Putten, 1726
- Candelo, Pfarrkirche, Öl auf ovaler Leinwand mit der Darstellung des Heiligen Simon Petrus, um 1727
- Lugano, Kirche Madonna degli Angioli, in der zweiten Kapelle ein Gemälde des Franz von Assisi, der die Stigmata empfängt, 1728
- Besano, Wallfahrtskirche San Giovanni Battista, Fresken im Kirchenschiff, 1730
- Bioggio, Pfarrkirche San Maurizio, rechte Seitenkapelle, über dem Altar, Öl auf Leinwand mit Kreuzigung mit der Jungfrau und dem Johannes Apostel (Werkstatt); im Pfarrhaus Sant’Ilario, zwei Ölgemälde auf Leinwand mit Gregor der Große und Josef von Nazaret, 1733
- Como, Collegio Gallio, im rechten Seitenaltar der Kirche, Leinwand mit der Vision des Johann von Meda, um 1751
- Cremia, Pfarrkirche San Michele, Gemälde mit dem Traum von Hieronymus (Kirchenvater), zweites Viertel des 18. Jahrhunderts
- Morbegno, Stiftskirche San Giovanni Battista, drei ovale Gemälde (von denen zwei im März 1995 gestohlen wurden) mit den Darstellungen David mit dem Haupt des Goliath, Rebekka am Brunnen und Moses und der brennende Dornbusch sowie  Darstellung Ein Wunder des Vinzenz Ferrer, um 1751
- Chiuro, Pfarrkirche, Leinwand mit heiligen Vincent Ferrer, zweites Viertel des 18. Jahrhunderts
- Bergamo, Borgo Santa Caterina, Pfarrkirche Santa Caterina, im Inneren, links vom Portal, Öl auf Leinwand mit der Predigt des Heiligen Vinzenz von Paul aus den Jahren 1748–1750, rechts Leinwand mit Heiliger Antonius von Padua und das Wunder des geheilten Fußes, um 1741
- Calcinate, Pfarrkirche Santa Maria Assunta, Ölgemälde mit Anna (Heilige) mit Mariä Geburt, um 1744;
- Pavia, Wallfahrtskirche Santa Maria delle Grazie genannt Teresa d’Avila, im Kirchenschiff, erste Kapelle rechts, Fresko mit Franz von Paola und Franz von Sales, zweites Viertel des 18. Jahrhunderts
- Rancate, Pinacoteca Giovanni Züst, Ölgemälde mit Franz von Sales, Mitte des 18. Jahrhunderts
- Lugano, Kirche Sant’Antonio abate, in der ersten Seitenkapelle auf der linken Seite, Leinwand mit der Madonna mit Kind und Heiliger Hieronymus Ämiliani, 1729, retuschiert 1734
- Lugano, Kirche Antonius der Grosse, auf dem Hochaltar, Altarbild mit der Ruhm des heiligen Antonius der Grosse, 1734
- Carona, Museo Monte San Salvatore, tre oli su tela, Johann Apostel, die Addolorata und Paulus von Tarsus, 1736
- Carabbia, Pfarrkirche San Siro, Pfeiler des Eingangsbogens zum Chor, Fresko mit Antonius der Grosse und ein anderer Heiliger; an der Rückwand des Chors, Fresko von Syrus von Pavia, 1730–1740; im Pfarrhaus, Decke eines Raumes, Jesuskind und Engel, 1740
- Paris, Louvre, Der Traum des Simon Petrus, 1740
- Lugano, Palazzo Riva, Saal im ersten Stock, Fresko mit der Allegorie der Schönheit, 1740
- Montagnola, Privatbesitz Simon Petrus, 1740
- Lugano, Museo Civico di Belle Arti, die Heilige Familie, 1740
- Pedrinate, Kirche Santo Stefano al Colle, ovale Gemälde mit dem Heiligen Dominikus und die Unbefleckte Empfängnis (Werkstatt) 1740
- Delebio, Palazzo Perogalli, angrenzendes Oratorium des Heiligen Hieronymus, Kirchenschiff und Presbyterium, Fresken, darunter Die Erscheinung der Jungfrau beim Heiligen Hieronymus, 1740
- Biogno (Lugano), Pfarrkirche Santi Quirico e Giulitta, auf dem Hochaltar, Altarbild mit den Heiligen Quiricus und Julitta, 1741
- Lugano, Museo cantonale d’Arte, Ölgemälde mit Ausruhen auf der Flucht nach Ägypten, 1742 (?), aus der Kapelle der Villa Negroni in Vezia; Ölgemälde mit Heilige und Franziskanermönche, Eigentum der Gottfried-Keller-Stiftung.
- Lugano, Chiesa di Sant’Antonio Abate, in der rechten Seitenkapelle, Leinwand mit der Heiligen Anna, der Heiligen Jungfrau und dem Heiligen Joachim, 1744
- Induno Olona, Kirche San Pietro in Silvis, Philosoph, Öl auf Leinwand, 1745 (Werkstatt)
- Melide, Kirche Santi Quirico e Giulitta, in der Südkapelle, Gemälde der Kreuzigung mit den heiligen Antonius und Paulus, 1747
- Balerna, Stiftskirche San Vittore Mauro martire, Altar des heiligen Ignatius von Loyola, ovales Gemälde mit dem heiligen Ignatius, 1747; Rokoko-Altar mit dem Bild der Heiligen Dreifaltigkeit, 1748
- Besano, Pfarrkirch San Martino, Zyklus von Fresken, 1749
- Sala Capriasca, Kloster Bigorio, Bildsammlung, Öl auf Leinwand mit dem Gekreuzigten Christus, 1750
- Gerso, Oratorium Sant’Antonio di Padova, im Kirchenschiff, Gemälde der Büßenden Heiligen Magdalena, 1750 (Werkstatt)
- Lugano, Museo cantonale d’Arte, Öl auf Leinwand, Allegorie der Jahreszeiten, 1745–1750
- Lugano, Kloster Santissima Trinità, links vom Choraltar, Gemälde mit dem heiligen Josef von Leonessa, 1750; im ersten Stock Fresko mit dem heiligen Franz von Assisi in Ekstase (ehemals an der Kirchenfassade), Mitte des 18. Jahrhunderts
- Carona, Pfarrkirche San Giorgio, im zweiten südlichen Schiff, Fresko mit Putten, die eine Kuppel halten; im zweiten nördlichen Schiff Leinwand mit dem Heiligen Paulus, 1750; in der Sakristei Leinwand mit dem Heiligen Dominikus, Mitte des 18. Jahrhunderts
- Davesco-Soragno, Pfarrkirche San Bartolomeo, Leinwand mit dem heiligen Antonius von Padua, erste Hälfte des 18. Jahrhunderts
- Lugano, Chiesa di Santa Maria degli Angioli, Sakristei-Museum, Öl auf Leinwand mit dem Wunder des Heiligen Antonius von Padua, Mitte des 18. Jahrhunderts
- Carona, Haus in der Via Maistra, an der Fassade, Fresko der Madonna mit Kind, Mitte des 18. Jahrhunderts
- Carona, Kirche Santa Maria d’Ongero, in den blinden Arkaden der Schiffswände, Fresken der Darstellung im Tempel, Christus unter den Ärzten, datiert 1750, und ein monochromes Öl auf Leinwand mit dem Kopf einer betenden Frau (möglicherweise aus seiner Werkstatt), das sich heute im Besitz der Pfarrkirche befindet, möglicherweise datiert 1752
- Boscherina, Kapelle Santa Maria Vergine, zwei Gemälde mit dem Heiligen Abbundius von Como und dem Heiligen Hieronymus, Mitte des 18. Jahrhunderts
- Rancate, Pinacoteca cantonale Giovanni Züst, zwei Ölgemälde auf Leinwand, die den heiligen Apostel Johannes und den heiligen Bischof Augustinus von Hippo darstellen, Mitte des 18. Jahrhunderts
- Almatro, Oratorium San Sebastiano, linke Chorwand, Gemälde der Mater Dolorosa, Mitte des 18. Jahrhunderts
- Bioggio, Oratorium Sant’Ilario, rechte Seitenwand des Chors, Öl auf Leinwand mit der Darstellung der Heiligen Helena (Mutter Konstantins des Großen), Mitte des 18. Jahrhunderts
- -Serocca, Oratorium San Giuseppe, an den Wänden vier Gemälde, die Jeremia, Rebekka, den Apostel Andreas und den Heiligen Franz von Assisi darstellen, Mitte des 18. Jahrhunderts
- Tegna, Kirche Santa Maria Assunta, Öl auf Leinwand, Die Unterweisung der Jungfrau, aus der Werkstatt, Mitte des 17. Jahrhunderts, ursprünglich im Oratorium der Madonna delle Scalate oder der Heiligen Anna aufgestellt
- Ligornetto, Oratorium San Giuseppe, Kapelle des Heiligen Antonius von Padua, Gemälde mit den Wundern des Heiligen (nach Werkstatt), Mitte des 18. Jahrhunderts
- Pinerolo, Basilica di San Maurizio, Altar auf der linken Seite des Presbyteriums, Altarbild mit der Himmelfahrt der Jungfrau Maria, etwas später als 1743
- Taggia, Kaluster San Domenico, Museum, Leinwand mit dem Weinenden Simon Petrus, Mitte des 18. Jahrhunderts;
- Mailand, Bigli Art Broker, Privatsammlung, Lukas (Evangelist) oder Allegorie der Malerei, Mitte des 18. Jahrhunderts
- Lugano, Museo di Villa Ciani, Sammlung der Stadt Lugano, Öl auf Leinwand, Kreuzigung, 1749–1750
- Turin, Privatsammlung, Öl auf Leinwand, Kreuzigung, Kopie des Exemplars in der Villa Ciani, um 1750
- Lugano, Kirche San Carlo Borromeo, zwei Ölgemälde auf Leinwand mit den Propheten Hesekiel und Amos (Werkstatt), 1750
- Morbio Inferiore, Santa Maria dei Miracoli (Morbio Inferiore), Bekrönung des Altars von Sankt Joseph, kleines Gemälde auf Kupfer mit dem Disput Jesu mit den Ärzten des Tempels, nach 1751
- Lugano, Privatsammlung, recto: Figur eines alten Mannes, Röteltusche auf Papier; verso: Figur eines alten Mannes, Tusche auf Papier, um 1752
- Pambio-Noranco, Pfarrkirche San Pietro, Altarbild mit der Darstellung der Schlüsselübergabe an Simon Petrus, 1754
- Sondrio, Stiftskirche Santi Gervasio e Protasio, Pilaster zwischen der zweiten und dritten Kapelle auf der rechten Seite, Gemälde des Transits des Heiligen Joseph, 1755
- Sondrio, Banca Popolare di Sondrio, Simon Petrus, 1999 in Venedig vom Auktionshaus Semenzato verkauft, 1755 (?), entspricht dem Öl auf Leinwand Kopf eines alten Mannes, das sich heute in der Ca’ d’Oro (?) befindet.

## Museen (Auswahl)
Die kantonale Kunstgalerie Giovanni Züst in Rancate bewahrt 14 seiner Gemälde auf, darunter die Madonna mit Kind, der Apostel Andreas und der Schutzengel, die vor 1740 für das zerstörte Oratorium von Sant’Andrea in Brusimpiano gemalt wurden, und die Unterweisung der Jungfrau aus der Zeit um 1745–1750. Auch seine beiden Gemälde Matthäus und David mit dem Kopf des Goliat werden hier aufbewahrt.